# Kempten (Allgäu)

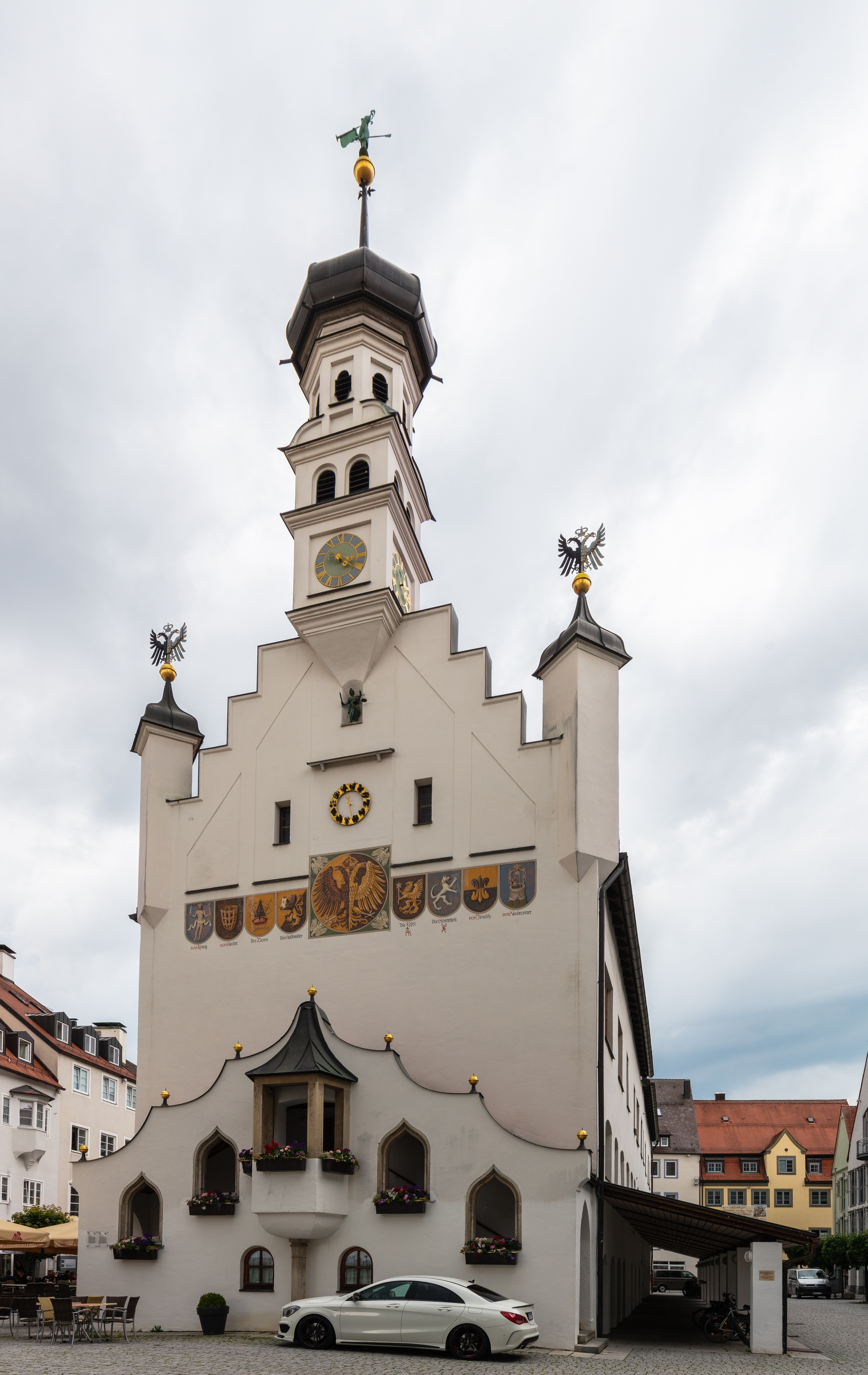
Mairie.

Kempten (Allgäu) (en allemand : /ˈkɛmptn̩/  ; Campidoine en français) est la principale ville de l'Allgäu, une région allemande de la Souabe partagée entre le sud-ouest de la Bavière et le sud-est du Bade-Wurtemberg. Sa population était de 68 330 habitants (Campidoniens) en 2017.

## Histoire
| Appartenances historiques Principauté abbatiale de Kempten 1062-1289 Saint-Empire (Ville libre) 1289–1803 Électorat de Bavière 1803–1806 Royaume de Bavière 1806–1871 Empire allemand 1871–1918 République de Weimar 1918–1933 Reich allemand 1933–1945 Allemagne occupée 1945–1949 Allemagne de l'Ouest 1949–1990 Allemagne 1990–présent |

Le secteur a peut-être été habitée par les Celtes, mais fut plus tard sous le contrôle des Romains. Les archéologues considèrent Kempten comme l'une des plus anciennes villes d'Allemagne.

### Époque pré-romaine
Le géographe grec Strabon mentionne en 50 av. J.-C. une ville celtique nommée Kambodunon. Ceci est considéré comme la plus ancienne mention écrite concernant une ville allemande. Jusqu'ici, aucune preuve archéologique n'a pu être apportée sur l'existence de cette colonie celte.

### Époque romaine
En 15 av.J.-C., les troupes romaines dirigées par Nero Claudius Drusus et son frère Tibère ont conquis et détruit une colonie celtique existante. Plus tard, la colonie a été nommée Cambodunum. Dans les années suivantes, la ville a été reconstruite sur un plan de ville romain classique avec des bains, un forum et des temples. Initialement en bois, la ville a ensuite été reconstruite en pierre après un incendie dévastateur qui a détruit presque toute la ville en 69 apr. J.-C. La ville a peut-être servi de capitale provinciale de Raetia pendant le premier siècle avant qu'Augsbourg ne prenne ce rôle. De vastes fouilles archéologiques à la fin du XIXe siècle et à nouveau dans les années 1950 dans ce qui était alors la périphérie de Kempten ont mis au jour les fondations structurelles étendues.

### Époque médiévale
Après la chute de l'Empire romain, les habitations ont été déplacées de la colline vers la plaine située à proximité de la rivière Iller. Dans les sources écrites, la ville apparaît comme Cambidano. Devenue majoritairement alémanique, la ville fut une nouvelle fois détruite par les Francs en 683, en raison du soutien qu'elle avait apporté à un soulèvement contre le royaume des Francs.

### Renaissance et époque moderne
La ville dépendait autrefois de l'abbé de Kempten, mais elle est devenue libre et impériale. À partir de 1525, la ville fut acquise à la religion luthérienne. 
Les Suédois la prirent en 1632 et les Impériaux la reprirent en 1633.
Elle se rendit aux forces franco-bavaroises en 1703.
Kempten était scindée en deux jusqu'en 1818 : ville monastique gouvernée par le prince abbé d'un côté, ville impériale soutenue par la bourgeoisie de l'autre.
Entre 1944 et 1945, un commando extérieur du camp de concentration de Dachau y fut installé. Les déportés devaient travailler pour l'avionneur Messerschmitt et pour la société Helmuth Sachse KG, un des plus importants fournisseurs de BMW. Dans ce bagne nazi, environ 450 déportés, espagnols, italiens, français, polonais, russes, tchèques, yougoslaves ont tenté de survivre jusqu'à la libération du camp en avril 1945.
Le terme Campidoine pour Kempten, est employé en langue française en 1757.

## Jumelages
- Bad Dürkheim (Allemagne)
- Quiberon (France)
- Sligo (Irlande)
- Sopron (Hongrie)
- Trente (Italie)

## Curiosités
Les somptueuses salles d'apparat de la résidence des princes-abbés, la basilique et ses délicates stalles décorées de marqueterie de stuc marbré et la place de l'hôtel de ville pleine de charme sont les principales curiosités de la ville.
Depuis 2003, il y a une salle de spectacles qui sert pour de nombreux événements musicaux. La salle dispose d'une surface de 3 460 m2 et peut accueillir jusqu'à 9 000 personnes. Depuis sa construction, la salle accuse un déficit annuel de 700 000 €.
Dans le village de Schwabelsberg, l'ancienne église Sainte-Anne a été transformée en bâtiments agricoles ; le clocher a été détruit et seule subsiste la nef.

## Économie
Au sud de la ville se trouve l'entreprise Edelweiß GmbH & Co. KG, fromagerie appartenant au Groupe français Savencia Fromage & Dairy (depuis son rachat à Unilever), produisant et commercialisant notamment les marques Brunch, Milkana et Bresso. Installé depuis 2007 dans la zone industrielle de Buehl, la société CFS, (anciennement Dixie Union créée en 1953) est un des leaders mondial dans le domaine du tranchage et du conditionnement. La société CFS Dixie Union fabrique une gamme de trancheurs haute cadence (Uni-Slicer, Méga-Slicer, Giga-Slicer) ainsi que des Thermoformeuses et Operculeuses.
À noter également le siège international de l'un des leaders du transport et de la logistique : Dachser, ainsi que la présence d'une usine du Groupe Liebherr.

## Personnalités célèbres de Kempten
- Ernst Mayr, biologiste
- Claudius Dornier, constructeur d'avions
- Friedrich Ferdinand Schnitzer, architecte américain
- Ignaz Kiechle, politicien
- İlhan Mansız, footballeur international turc
- Valentin Mennher, né en 1515, mathématicien.
- Lisa Brennauer, cycliste professionnelle
- Susanne Mischke, romancière et scénariste
- David Megerlin, né le 13 mai 1572, Syndic de Kempten et Conseiller du Würtemberg, père de Peter Megerlin, mathématicien et astronome
- Joseph Anton Auffmann, compositeur, maître de chapelle et organiste allemand de la période classique (v.1720-1778)